# 温嶺市
温嶺市（おんれい-し）は中華人民共和国浙江省に位置する省直轄の県級市であり、しばらくの間、台州市の代理管轄下に置かれている。

## 地理
温嶺市は浙江省南東沿岸部、長三角地区の南端に位置している。東は東シナ海、南は玉環市、西は楽清市、北は台州市黄岩区、路橋区に接している。

## 歴史
1469年（成化5年）、明朝により太平県が設置される。1914年（民国3年）、同一県名が山西、安徽、四川各省に存在したことより県西部に位置する温嶠嶺の別称である「温嶺」より温嶺県と改称された。1994年2月18日、県級市に改編され現在に至る。

## 行政区画
- 街道：太平街道、城東街道、城西街道、城北街道、横峰街道
- 鎮：沢国鎮、大渓鎮、松門鎮、箬横鎮、新河鎮、石塘鎮、浜海鎮、温嶠鎮、城南鎮、石橋頭鎮、塢根鎮

## 交通
温嶺駅は温嶺市北西部の大渓鎮に位置し、寧波-台州-温州鉄道の一部であり、最高時速300kmで走る高速鉄道線に接続している。2017年の年間乗降客数は約850万人。
温嶺は、台州市中心部に位置する台州陸橋空港から26km（16マイル）の距離にある。
温嶺は、寧波-台州-温州高速道路にも接続している。2020年6月13日には高速道路上でタンクローリーが爆発する事故が起き20人以上が死亡した。